# 나타샤 린딘거

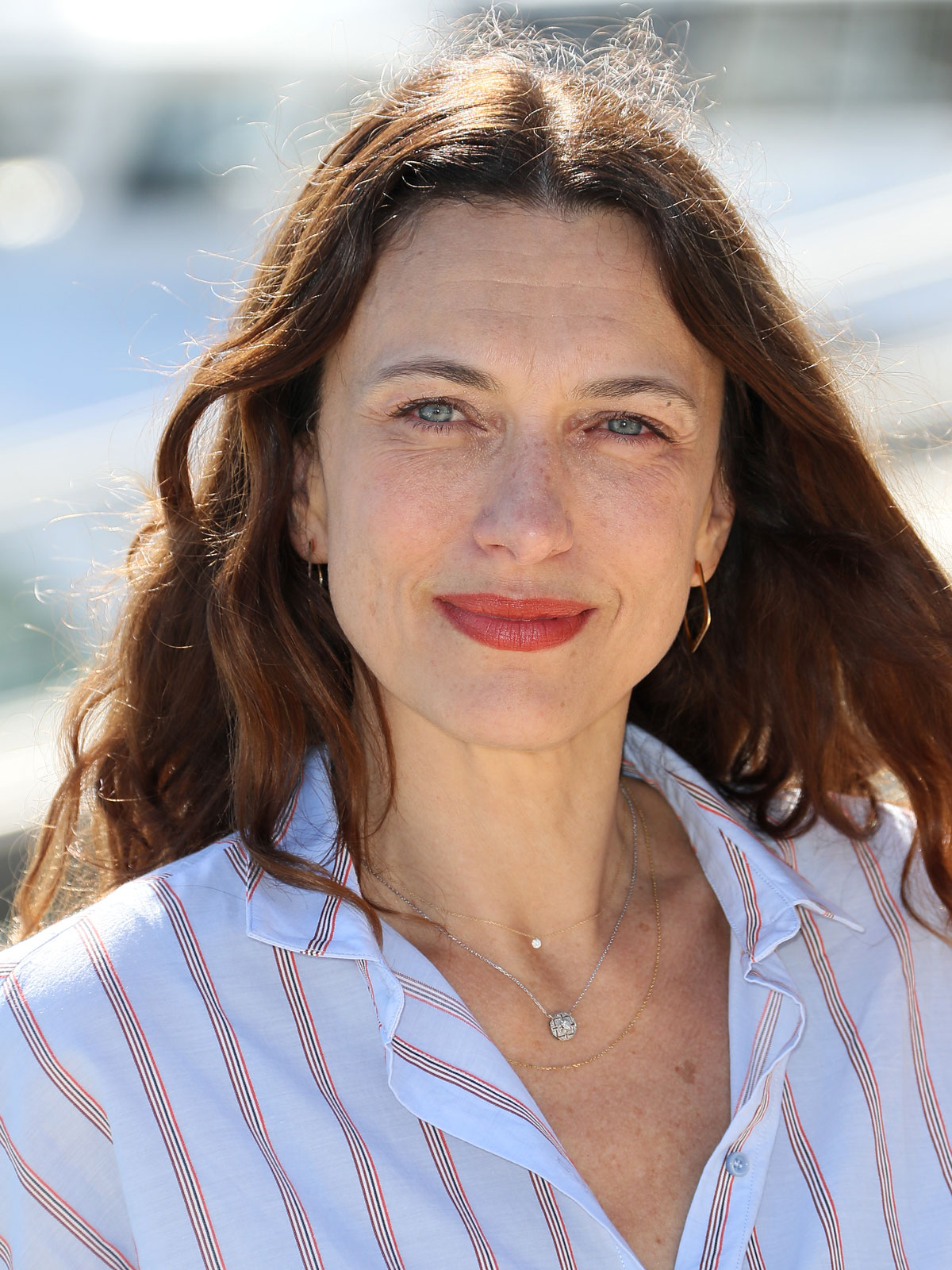

나타샤 린딘거(Natacha Lindinger, 1970년 2월 20일 ~ )는 프랑스의 배우이다.
파리에서 태어났다.

## 영화
- 디 엑스 (2017년)
- 메리 크리스메스! (2014년)
- 파파 뤼미에르 (2014년)
- 트루 프렌즈 (2012년)
- 샤넬과 스트라빈스키 (2009년) - 미시아 세르트 역
- 불순한 제안 (2002년)
- 온리 러브 (1998년)
- 더블 팀 (1997년) - 캐서린 퀸 역
- 여인들 (1995년)